# Soul blues

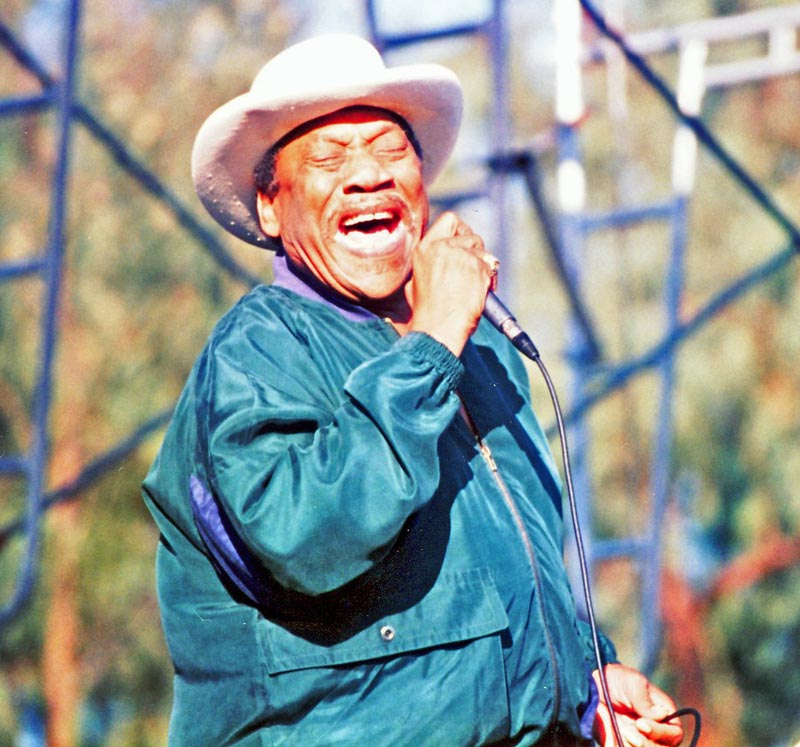
Bobby "Blue" Bland en el Festival de Blues de Long Beach.

El soul blues es un estilo de blues desarrollado durante los últimos años de la década de 1960 y al comienzo de la década de 1970, cuya popularidad creció durante la década de 1980; se caracteriza por combinar elementos de la música soul con música urbana contemporánea. Algunos cantantes y músicos que crecieron escuchando blues eléctrico tradicional (como Muddy Waters, Jimmy Reed y Elmore James), cantantes de soul (como Sam Cooke, Ray Charles y Otis Redding) e intérpretes de música gospel, quisieron crear un estilo que agrupara las músicas que escuchaban. Uno de los pioneros de este estilo fue Bobby Bland y B. B. King, con la canción "The Thrill Is Gone. La voz femenina más joven que tenía el prestigio de interpretar este estilo, era la de Amy Winehouse. 
Otros músicos de este estilo inclúyen a ZZ Hill, Otis Clay, Latimore, Little Milton, Johnny Adams, Solomon Burke, Wilson Pickett, Bobby Rush y Johnnie Taylor. El soul blues es un estilo musical muy popular entre la población afrodescendiente siendo, en cambio, menos conocido entre la población blanca.
- Datos: Q2521569